# Сражение при Артене
Первое сражение при Артене состоялось 10 октября 1870 года во время Франко-прусской войны.

## Ход сражения
В начале октября для защиты Орлеана генерал де Ла Мотт-Руж, командовавший французскими войсками на Луаре, расположил 15-й корпус (без 1-й дивизии и одной бригады 3-й дивизии) на дороге в селение Артене, а кавалерийскую дивизию поставил западнее дороги.
10 октября 1-я баварская бригада, принадлежавшая к составу прусского отряда генерала фон дер Танна (1-й баварский корпус, прусские 22-я пехотная и 4-я кавалерийская дивизии), выступила из Борменвиля и в деревне Дамброн наткнулась на французские передовые посты, которые встретили баварцев огнём. Атаковав стрелявших, немцы заставили их отступить и развернули по обе стороны шоссе, южнее Дамброна, четыре батареи под прикрытием двух батальонов егерей.
Тем временем французы, выйдя из Артене, заняли позицию между деревней Ассо и дорогой из Шартра, поставили батарею у Артене и укрепили деревню Вилеша. Батарея у Ассо сильно тревожила немцев; чтобы заставить её замолчать, баварцы поставили батарею восточнее железной дороги и открыли огонь по Ассо. К 11:00 прибыла вторая бригада; тотчас все её батареи были выставлены у Дамарвиля и открыли огонь против Ассо. Французы отступили к Артене и укрепились в нём.
Генерал фон дер Танн, рассчитывая на упорное сопротивление, приказал обстрелять позицию французов и ждать, пока кавалерийские части не продвинутся вперёд на флангах. Пять батарей заняли позицию западнее парижской дороги, вправо от них стали четыре батареи бригадной и корпусной артиллерии. Восточнее парижской дороги к югу от Ассо стала 7-я батарея 1-го артиллерийского полка, Резервом служила вновь прибывшая 3-я баварская бригада, поставленная у с. Ассо, а две её батареи были выдвинуты на позицию рядом с 7-й батареей.
В Дамброне стояла 22-я пехотная дивизия, а 4-я баварская бригада шла по шартрской дороге. Баварская кирасирская бригада и 4-я конная дивизия прошли в это время через Лоаньи, причём 9-я бригада пошла на Вариз, а остальные три бригады пробрались до Увана, выставив свою конную артиллерию против Овилье и Отрош.
В 14:00 обе конные батареи выехали на высоту Бюси-ле-Руа, а следом за ними подошли шесть кавалерийских полков. Артене оказался окружённым почти с трёх сторон; боясь быть отрезанными от Орлеана, французы спешно очистили Артене, который был занят 1-й баварской дивизией, двигавшейся к западу от железной дороги. В то же время два батальона баварцев овладели мызой Ла-Гранж и фермой д’Арбле.
Быстрое занятие французских позиций и упорное преследование кавалерийскими частями обратило поспешное отступление французов в бегство к Орлеанскому лесу. Направленная для преследования 10-я кавалерийская бригада не могла достигнуть главных сил отступивших, но успела захватить 250 человек пленных, а 8-я — преследовала французов до деревни Божанси. Отряд французов, оставшийся в Ла-Круа-Брикет, в числе 600 человек, был окружён со всех сторон и вынужден был сдаться.
К вечеру бой прекратился, и баварцы расположились на поле сражения.
Потери немцев — 212 человек убитыми и ранеными.
3—4 декабря 1870 года под Орлеаном произошло сражение, приведшее в сдаче французами этого города. Это сражение в литературе иногда именуется как Второе сражение при Артене.